# Louise Bjørnsen
Louise Cathrine Elisabeth Bjørnsen, connue sous le pseudonyme Elisabeth Martens (9 avril 1824 – 27 décembre 1899), est une romancière et nouvelliste danoise. En suivant l'exemple de Mathilde Fibiger, elle publie son premier roman Hvad er Livet? (Qu'est-ce que la vie?) en 1855, sur la base de son expérience de gouvernante. Elle écrit ensuite cinq romans et quatre recueils de nouvelles.  

## Biographie
Née le 9 avril 1824 à Roholte près de Faxe, Louise Cathrine Elisabeth Bjørnsen est la fille du curé Frederik Cornelius Eberhard Bjørnsen (1781–1831) et de Rebekka Adolphine née Rabe-Holm (1786–1858),. Après la mort de son père lorsqu'elle a huit ans, elle est élevée par sa mère avec ses huit frères et sœurs. C'est sa mère qui lui fait découvrir la littérature romantique. Bjørnsen est inspirée par la publication de Clara Raphael: Tolv Breve de Mathilde Fibiger en 1851. Vivant avec sa famille à Næstved, elle se lance dans l'écriture du roman Hvad er Livet?, écrivant la nuit en secret. Sous le pseudonyme d'Elisabeth Martens, elle trouve un éditeur pour publier le livre en 1855, rapidement suivi par une réimpression. 
Bjørnsen écrit par la suite En Kvinde (Une femme, 1860), Tre Fortællinger (Trois histoires courtes, 1866), Hvad behøves der for at leve? (Que faut-il pour vivre? 1869), Sangerinden (La cantatrice, 1876), Fra Fortid og Nutid, en Samling Fortællinger (Du passé et du présent, recueil de nouvelles, 1878) et Skibldner (1883). Elle écrit aussi pour des revues et magazines. Dans tous ces travaux, elle traite des difficultés rencontrées par les femmes émancipées, présentant à la fois les options traditionnelles et les plus modernes pour les femmes de son temps. Ses œuvres évoquent les rêves et les déceptions vécus par des femmes qui ont affronté seules la vie, le travail et la romance. To Søstre (Deux sœurs, 1890) traite de l'évolution de la société des femmes danoises, mais adopte une approche plutôt conservatrice. En conséquence, le livre n'a pas été très bien accueilli à sa sortie,. 
Après la mort de sa mère en 1858, Louise Bjørnsen vit à Copenhague où elle meurt le 27 décembre 1899.